# Comportement social

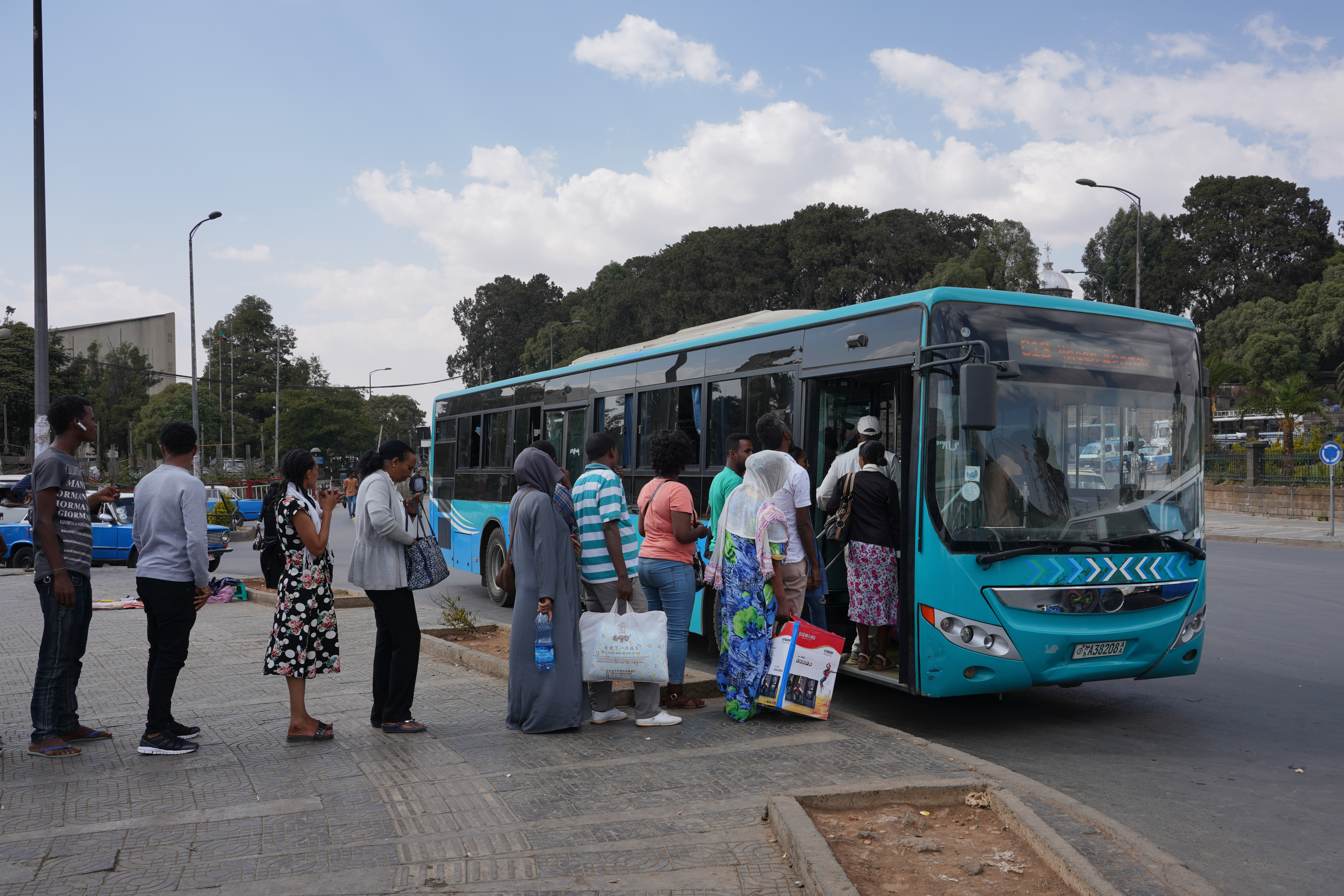
Un comportement social : une file d'attente pour entrer dans un bus. À Addis-Abeba, Éthiopie, janvier 2018.

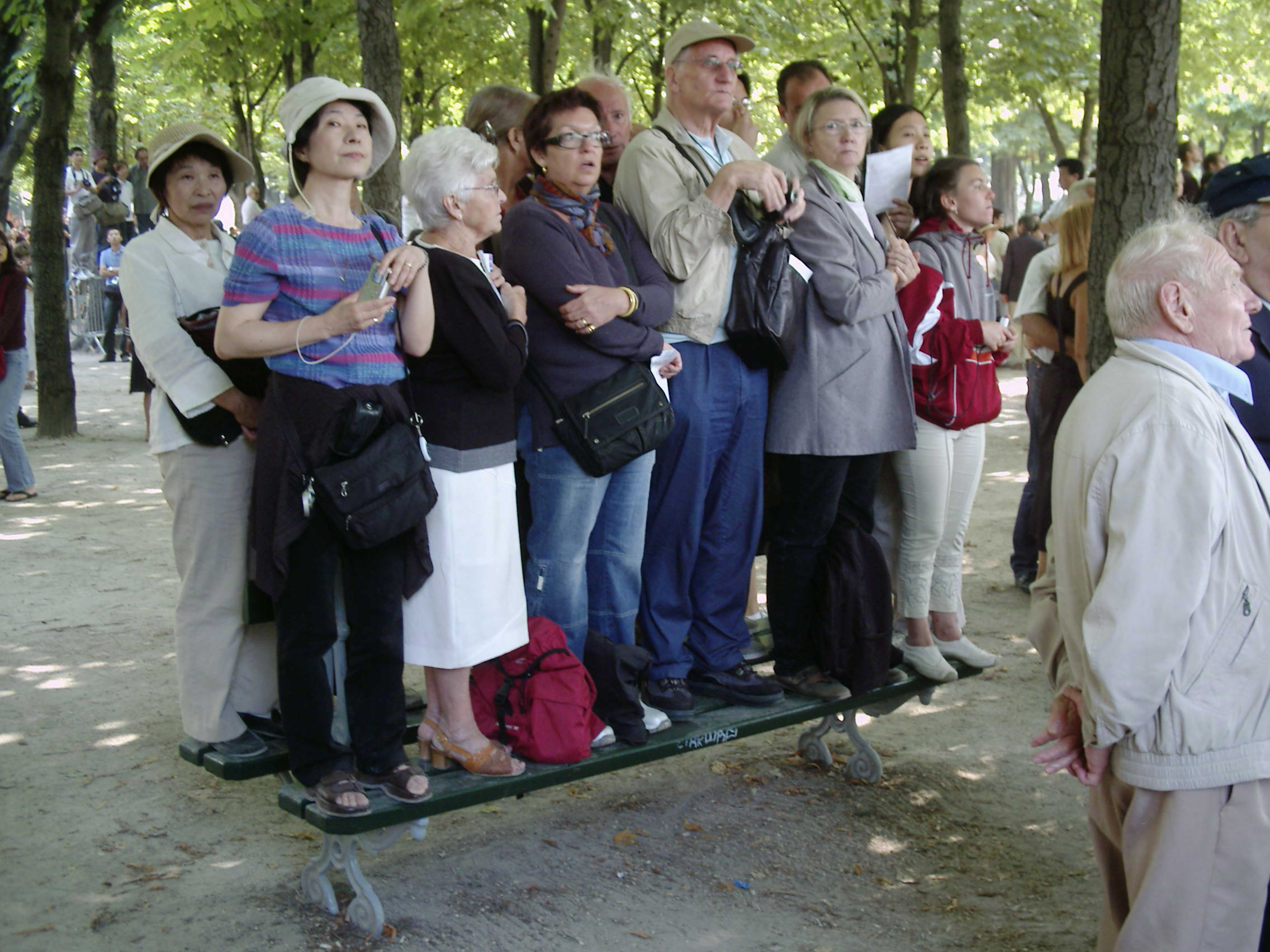
Les spectateuris serrés sur un banc public pour mieux regarder le défilé militaire du 14 Juillet se redressent pour éviter de se géner et restent vigilants les uns les unes. Juillet 2006.

Un comportement social se distingue de l'instinct, en ce qu'il est appris lors des interactions sociales, ou de la socialisation. 
Les sciences sociales étudient les comportements sociaux en tant que sous-catégorie des comportements humains.
L'éthologie les étudie chez les animaux.

## Théorisation
Erving Goffman, sociologue canadien, qui travaille à partir de l'observation, dans son ouvrage La Mise en scène de la vie quotidienne, reprend du théâtre les modèles d'explication du comportement social humain. Ainsi, une personne, dans une interaction sociale, se comporte selon divers rôles, chaque rôle ayant sa façade, composée de décors, avec un appareillage symbolique, une apparence, une manière. Pour une personne, sauf à perdre toute crédibilité, il est fondamental d'inscrire son comportement dans une façade sociale. Sa manière, agressive, amicale, humble, ou autre, indiquera quel rôle elle compte jouer dans une situation présente. Sa manière et son apparence sont normalement en congruence ; par exemple, un mandarin (fonctionnaire), se déplaçant dans la rue, ira dans un siège tenu par de nombreux porteurs, dans une apparence massive, hautaine, et ne sourira pas. Une incohérence entre décor et attitude attire immédiatement notre attention ; par exemple, l'agent immobilier de l'Empire State Building vivait dans une petite maison toute simple, et n'avait même pas de papier à entête, ce qui lui a un jour valu un article dans le célèbre journal The New Yorker.
Toute personne, voulant faire quelque chose, recherche un rôle et une façade qui peut convenir. Mais, à un niveau social donné, il se peut qu'il y ait un problème entre l'action à réaliser et la façade qui pourrait lui correspondre. Ainsi, dans une organisation militaire, il est difficile pour une personne ayant un grade donné d'exécuter une tâche normalement dévolue à un grade supérieur, même lorsqu'elle en reçoit l'ordre ; l'inverse est encore plus difficile, car il y a alors risque de déclassement. Les anesthésistes, pendant longtemps, aux États-Unis, ne savaient pas s'ils étaient médecins ou infirmiers. Ou encore, dans certaines campagnes, il est courant d'offrir au visiteur une boisson qui correspond à son rang, un thé pour un rang inférieur, un alcool pour un rang supérieur, et toutes une gamme de potions et de vins entre les deux ; or, non seulement l'alcool coûte plus cher, mais il existe quelques fois des visiteurs qui n'ont pas une boisson d'un niveau qui leur correspond. Les maîtresses des maisons bourgeoises ont des problèmes similaires avec l'argenterie, qui doit correspondre à toute une série de convenances, et peut imposer des coûts importants, si elles veulent éviter d'offenser leurs invités. En fait, il est souvent difficile d'avoir un comportement social, dans l'interaction, le rôle, la façade, qui soit entièrement cohérent et satisfaisant. Pour que l'on puisse choisir une façade en adéquation avec la situation il faut augmenter la segmentation de la société, mais augmenter cette segmentation coûte cher, et il est fréquent que des blocages dans les comportements viennent de cette contradiction fondamentale.
Pour améliorer l'effet de son comportement social, une personne a fréquemment recours à la dramatisation et à l'idéalisation. Souvent, il est difficile de faire apprécier ses engagements à sa juste valeur par autrui. Par exemple, une infirmière de bloc opératoire n'aura aucun mal à faire valoir la valeur de son travail, alors qu'une infirmière de salle aura plus de mal à manifester qu'elle fait appel à des compétences toutes aussi importantes que la première. Mais l'activité de dramatisation requiert souvent une quantité d'énergie importante. Il y a une antinomie entre l'activité expressive et l'activité elle-même. Beaucoup d'organisations délèguent la fonction d'expressivité à des spécialistes qui ne se livrent jamais eux-mêmes à l'activité elle-même. D'autres en font l'impasse ; un médecin, par exemple, se comportera avec effacement dans la rue, mais occupera le premier rôle dans son cabinet. De l'autre côté, les aristocrates se consacrent exclusivement à une dramatisation, excluant toute forme d'activité. Une façon différente de mettre en valeur son activité est de la présenter comme étant constitutive d'un idéal. Émile Durkheim a montré qu'un acteur faisait cérémonie de son activité, mettant en scène les valeurs morales de son groupe. Dans une société, la stratification est souvent organisée pour que le niveau supérieur incarne les plus hautes valeurs de cette société. Ainsi, pour donner un éclat d'idéal à une activité, il suffit de la remplir comme si on était un membre de niveau plus élevé.